# Dieter Peters
Dieter Peters (* 1946/1947) ist ein Heimatforscher aus Aachen. Seit Ende der 1980er Jahre beschäftigt sich der ehemalige Verwaltungsbeamte bei der Deutschen Post AG vor allem mit der Erforschung von jüdischen Friedhöfen. Über zahlreiche jüdische Friedhöfe in Nordrhein-Westfalen, Hessen, Brandenburg, Schleswig-Holstein, Mecklenburg-Vorpommern und Niedersachsen hat er Dokumentationen erstellt und sie fotografisch ausgestattet. Seine Forschungsergebnisse veröffentlichte Peters in verschiedenen Fachorganen bzw. über einen Eigenverlag. Mittlerweile umfasst sein Privatarchiv rund 80.000 Namen und Lebensdaten von mehr als 800 Friedhöfen sowie 10.000 Fotos von Grabsteinen und Friedhöfen und etwa 7.500 Literaturhinweise.
Seit 1994 ist Peters als freier Mitarbeiter im Sinne eines Friedhofsbeauftragten des Landesverbandes der Jüdischen Gemeinden von Nordrhein tätig.

## Werke
- Boslar. Ein Dorf im Jülicher Land. [Hrsg.: Jülicher Geschichtsverein], Jülicher Geschichtsverein, Jülich [1993], ISBN 3-9801876-2-4
- Land zwischen Rhein und Maas. Genealogische Daten von jüdischen Friedhöfen in der ehemaligen Rheinprovinz und in der niederländischen Provinz Limburg. Kleve 1993
- Der jüdische Friedhof in Geilenkirchen. Typoskript. [Aachen 1995]
- Der jüdische Friedhof in Neu-Garzweiler. Typoskript. [Aachen 1995]
- Genealogische Daten von jüdischen Friedhöfen im Kreis Bad Kreuznach. Aachen 1996
- Der jüdische Friedhof in Bielefeld. Aachen 1996 (Im Zentralarchiv Heidelberg Computerausdruck von Februar 2002)
- Der alte jüdische Friedhof in Friedrichstadt an der Eider. Typoskript. Aachen 1997
- Der jüdische Friedhof in Kleve. Franz-Matenaar Archiv, Klevischer Heimat- und Verkehrsverein e. V. (Hrsg.), Kleve 1999 [Im Zentralarchiv Heidelberg Computerausdruck von Februar 2002]
- Der jüdische Friedhof in Uedem. (= Jüdische Friedhöfe am Niederrhein), Bd. 1, Franz-Matenaar-Archiv, Kleve, im Klevischen Heimat - und Verkehrsverein, e. V. (Hrsg.), September 1999 [Im Zentralarchiv Heidelberg Computerausdruck von Februar 2002] (darin: Alter Friedhof Uedem, Neuer Friedhof Uedem)
- Der jüdische Friedhof in Aachen, Lütticher Straße. Dokumentation der Grabsteine und Auswertung des Beerdigungsregisters 1829 – 2000. (= Jüdische Friedhöfe im Rheinland, Bd. 1), Aachen 1997 / 2001, 2., überarbeitete Auflage  [Im Zentralarchiv Heidelberg Computerausdruck von Februar 2002]
- Der jüdische Friedhof in Jülich. Aachen 2001
- Der jüdische Friedhof in Sonsbeck. Aachen 2002
- Jüdische Friedhöfe im Kreis Viersen. In: Heimatbuch des Kreises Viersen, 53. Folge, Kempen 2002, S. 77–94
- Der jüdische Friedhof in Brüggen Hochstraße. (Alter Friedhof). Aachen 2003 (= Jüdische Friedhöfe am Niederrhein, Bd. 6), 14 Seiten [Im Zentralarchiv Computerausdruck vorhanden]
- Der jüdische Friedhof in Kreuzau-Drove. In: Jahrbuch des Kreises Düren 2004, S. 119–121.
- Jüdische Grabstätten auf dem Friedhof des evangelischen Diakoniewerkes in Kropp Aachen 2006